# Вулиця Шенгелія
Вулиця Шенгелія — вулиця в мікрорайоні Корабел, Корабельного району міста Херсон. Починається від вулиці Дорофєєва і закінчується на вулиці Патона. До вулиці прилучаються: вулиця Дорофєєва, вулиця Патона. Протяжність — 0,52 км.
Названа на честь майора Шенгелію Георгія Давидовича — командира 3-го батальйону 1038-го стрілецького полку 295-ї стрілецької дивізії, який в ніч на 13 березня 1944 року з батальйоном форсував Дніпро біля міста Херсона, захопив на правому березі річки ворожі берегові укріплення, завдавши при цьому противнику великих втрат. Батальйон першим в полку увірвався в Херсон. Указом Президії Верховної Ради СРСР від 3 червня 1944 року за зразкове виконання бойових завдань командування на фронті боротьби з німецько-фашистськими загарбниками і проявлені при цьому мужність і героїзм майору Шенгелії Георгію Давидовичу надано звання Героя Радянського Союзу з врученням ордена Леніна і медалі «Золота Зірка».

## Об'єкти і будівлі
- буд. 3А — магазин будівельних матеріалів «33м²»
- буд. 4 — Відділення «Укрпошта»
- буд. 9 — Херсонська спеціалізована школа І — ІІІ ступенів № 57 з поглибленим вивченням іноземних мов